# Aetholopus scalaris
Aetholopus scalaris là một loài bọ cánh cứng trong họ Cerambycidae.